# Jon Beare
Jon Beare (ur. 10 maja 1974 w Toronto, zm. 5 października 2023) – kanadyjski wioślarz, brązowy medalista w wioślarskiej czwórce bez sternika wagi lekkiej podczas Letnich Igrzysk Olimpijskich w Pekinie.

## Osiągnięcia
- Mistrzostwa Świata – Aiguebelette-le-Lac 1997 – ósemka wagi lekkiej – 3. miejsce[2].
- Igrzyska Olimpijskie – Ateny 2004 – czwórka bez sternika wagi lekkiej – 5. miejsce[2].
- Mistrzostwa Świata – Monachium 2007 – czwórka bez sternika wagi lekkiej – 4. miejsce[2].
- Igrzyska Olimpijskie – Pekin 2008 – czwórka bez sternika wagi lekkiej – 3. miejsce[2].